# Stranje (gmina Krško)
Stranje – wieś w Słowenii, w gminie Krško. W 2018 roku liczyła 96 mieszkańców.